# Jim James
James Edward Olliges, Jr., känd som Jim James eller Yim Yames, född 27 april 1978, är sångaren i det Louisvillebaserade rockbandet My Morning Jacket.

## Diskografi

### Med My Morning Jacket
Studioalbum
- 1999 – The Tennessee Fire
- 2001 – At Dawn
- 2003 – It Still Moves
- 2005 – Z
- 2008 – Evil Urges
- 2011 – Circuital
- 2015 – The Waterfall
- 2020 – The Waterfall II

Livealbum
- 2006 – Okonokos
- 2009 – iTunes Live from Las Vegas Exclusively at the Palms
- 2009 – Celebración de la Ciudad Natal
- 2011 – My Morning Jacket Live at 9:30 Club

Samlingsalbum
- 2004 – Early Recordings: Chapter 1: The Sandworm Cometh
- 2004 – Early Recordings: Chapter 2: Learning
- 2007 – At Dawn/Tennessee Fire Demos Package
- 2012 – My Moni

### Med Monsters of Folk
Studioalbum
- 2009 – Monsters of Folk

### Med The New Basement Tapes
Studioalbum
- 2014 – Lost on the River: The New Basement Tapes

### Solo
Studioalbum
- 2012 – New Multitudes (med Jay Farrar, Will Johnson och Anders Parker)
- 2013 – Regions of Light and Sound of God
- 2016 – Eternally Even
- 2017 – Tribute To 2
- 2018 – Uniform Distortion
- 2018 – Uniform Clarity
- 2019 – The Order of Nature (med Teddy Abrams and the Louisville Orchestra)

EP
- 2009 – Tribute To